# Rimbink Pato
Rimbink Pato, né le 4 mai 1961[réf. nécessaire], est un homme politique papou-néo-guinéen.
Avocat en droit constitutionnel, il se présente plusieurs fois sans succès à des élections législatives avant d'être élu député au Parlement national en 2012, représentant la circonscription de Wapenamanda (dans la province d'Enga) et le Parti unifié,. Le Premier ministre Peter O'Neill le nomme alors ministre des Affaires étrangères et de l'Immigration. À ce titre, il représente son pays dans sa coopération avec la politique australienne de déportation d'immigrés clandestins. Le gouvernement australien de Tony Abbott met en œuvre une politique d'expulsion automatique d'immigrés clandestins arrivés dans les eaux territoriales australiennes, envoyés dès lors dans un centre d'internement sur l'île de Manus en Papouasie-Nouvelle-Guinée,.

## Titulature
Rimbink Pato OBE